# Krunoslav Draganović
Krunoslav Draganović (ur. 30 października 1903 w Brczku, zm. 3 czerwca 1983 w Sarajewie) – chorwacki duchowny katolicki, franciszkanin. Jeden z głównych organizatorów po II wojnie światowej ucieczki nazistów do Ameryki Południowej.

## Życiorys

### Pierwsze lata działalności
Draganović wychował się w Travniku, który obecnie jest częścią Bośni i Hercegowiny. Uczęszczał do gimnazjum w Travniku, a następnie studiował teologię i filozofię w Sarajewie. Draganović został wyświęcony na kapłana w dniu 1 lipca 1928 roku.
W latach 1932–1935 studiował w Rzymie. W 1935 roku złożył pracę doktorską w języku niemieckim: Massenübertritte von Katholiken zur Orthodoxie im kroatischen Sprachgebiet zur Zeit der Türkenherrschaft (Masowe konwersje katolików na prawosławie na obszarze chorwackojęzycznym za panowania tureckiego). Władał kilkoma językami obcymi. Według jego dossier ujawnionego przez wywiad USA w roku 2001 Draganović mówił biegle po serbsku, chorwacku, niemiecku, włosku, a także komunikatywnie po rosyjsku i słabo po angielsku.
W tym samym roku wrócił do Bośni, początkowo jako sekretarz biskupa Ivana Šaricia. W sierpniu 1943 Draganović powrócił do Rzymu, gdzie został sekretarzem Bractwa San Girolamo (Chorwackiego Kościoła Narodowego) przy słynnym później z udzielania pomocy i unikania odpowiedzialności chorwackim zbrodniarzom i kolaborantom hitlerowskim klasztorze San Girolamo degli Illirici Via Tomacelli.

### Koniec wojny i pierwsze lata powojenne
Draganović był kontrowersyjną i tajemniczą postacią. Odtajnione dokumenty CIA potwierdzają, że Draganović był członkiem Ustaszy, skrajnie prawicowej organizacji chorwackiej współpracującej z nazistami, która od 1941 roku była główną siłą rządzącą w kolaborującej z Państwami Osi Chorwacji. Draganović został oskarżony o pranie brudnych pieniędzy Ustaszy i kosztowności skradzionych ofiarom wojny w Chorwacji. W roku 1945 Draganović wydrukował w Rzymie Mali Hrvatski kalendar za godinu 1945 (Mały Kalendarz Chorwacki na rok 1945) adresowany do emigrantów chorwackich.
Po II wojnie światowej, razem z biskupem Aloisem Hudalem, był głównym organizatorem dróg ucieczki faszystowskich przestępców wojennych do Argentyny i innych krajów Ameryki Południowej.
Przyczynił się do ewakuacji licznych postaci chorwackiego rządu Pavelicia, dowódców Ustaszy i chorwackiej armii. Odpowiedzialności uniknęli między innymi:
1. Ivan Devecic – podpułkownik
2. dr Vjekoslav Vrančić – wiceminister spraw zagranicznych.
3. dr Dragutin Toth – minister skarbu państwa.
4. Lovro Sušić – akredytowany dyplomata chorwacki przy rządzie Vidkuna Quislinga
5. dr Mile Starcevic – chorwacki minister edukacji
6. Dragutin Rupcicia – generał, dowódca sił powietrznych Ustaszy[7]
7. Djordje Peric – minister propagandy
8. Vilko Pecnikar – generał, dowódca żandarmerii Ustaszy
9. Josip Marković – współtwórca Chorwackiego Ruchu Wyzwoleńczego, a następnie minister transportu w rządzie Ante Pavelica
10. Vladimir Kren – pułkownik, komendant główny sił powietrznych Chorwacji (NDH)[a].

### Życie w Jugosławii
Po II wojnie światowej Draganović mieszkał we Włoszech i Austrii. Gromadził dowody komunistycznych zbrodni w Jugosławii. Dokument z roku 1961 wskazuje, że był już wtedy obywatelem Austrii, a dowody zbierał odpłatnie (60 tys. lirów miesięcznie) na zlecenie wywiadu Stanów Zjednoczonych Ameryki. W dokumencie tym pojawia się jego drugie imię – Stefano – które nie występuje w innych dokumentach i jest prawdopodobnie pseudonimem operacyjnym.
Zagadkowa jest gwałtowna zmiana stosunku Draganovicia do Josipa Broz Tito w latach sześćdziesiątych.
Draganović był poszukiwany przez Departament Bezpieczeństwa Państwowego Jugosławii – UDBA. Ostatecznie został schwytany i przetrzymywany w Sarajewie przez UDBA przez 42 dni. Następnie 15 listopada 1967 Draganović zorganizował konferencję prasową, podczas której pochwalił „demokratyzację i humanizację życia” pod rządami Tito. Zaprzeczył przy tym twierdzeniom chorwackiej prasy emigracyjnej, że został porwany i uwięziony przez jugosłowiańską tajną policję.
Draganović spędził ostatnie lata w Sarajewie, działając w administracji Kościoła katolickiego w Jugosławii. Zmarł w czerwcu 1983 roku.